# Pirko Kristin Zinnow
Pirko Kristin Zinnow (* 18. Februar 1964 in Hamburg) ist eine deutsche Politikwissenschaftlerin und Beamtin des Landes Mecklenburg-Vorpommern. Von Oktober 2013 bis August 2017 war sie Staatssekretärin für Bundesangelegenheiten und Bevollmächtigte des Landes Mecklenburg-Vorpommern beim Bund. Seit dem 1. Januar 2018 leitet sie als Direktorin die Staatlichen Schlösser, Gärten und Kunstsammlungen Mecklenburg-Vorpommern.

## Leben
Nach ihrem Abitur 1983 studierte Pirko Kristin Zinnow zwischen 1983 und 1990 politische Wissenschaft und Journalistik in Washington, D.C. und Hamburg. Nach einer Stelle als wissenschaftliche Mitarbeitern an der Freien Universität Berlin (1990–1995) und ihrer Promotion (1995) war sie Pressesprecherin des Kultusministeriums Mecklenburg-Vorpommern (1995–1997) und stellvertretende Wahlkampfleiterin beim SPD-Landesvorstand des Landes Mecklenburg-Vorpommern (1997–1998).
Zwischen 1998 und 2001 war die Politikwissenschaftlerin persönliche Referentin von Ministerpräsident Harald Ringstorff. Es folgten von 1998 bis 2013 diverse Funktionen in der Staatskanzlei des Landes Mecklenburg-Vorpommern, u. a. als Leiterin des Reden- und Grundsatzreferates, Referatsgruppenleiterin, Leiterin des Planungsstabes und stellvertretende Leiterin der Abteilung Grundsatz, Planung, Zentrale Dienste (2008–2013).
Am 22. Oktober 2013 wurde Zinnow von Ministerpräsident Erwin Sellering zur Staatssekretärin für Bundesangelegenheiten und Bevollmächtigte des Landes Mecklenburg-Vorpommern beim Bund im Kabinett Sellering II ernannt. Sie wurde damit Nachfolgerin von Angelika Peters. Nachdem Pirko Kristin Zinnow zunächst auch im Kabinett Schwesig I in dieser Funktion tätig gewesen war, wurde sie am 22. August 2017 von Ministerpräsidentin Manuela Schwesig in den einstweiligen Ruhestand versetzt. Ihre Nachfolgerin im Amt der Staatssekretärin wurde Bettina Martin.
Nachdem ihr Ministerpräsidentin Manuela Schwesig eine baldige „Anschlussverwendung“ zugesichert hatte, übernahm Pirko Zinnow zum 1. Januar 2018 die Leitung der neu geschaffenen Oberen Landesbehörde Staatliche Schlösser, Gärten und Kunstsammlungen Mecklenburg-Vorpommern.
Zinnow ist verheiratet und Mutter eines Kindes.